# خالد أدينون
عبدول خالد أكيولا أدينون Khaled Adenon، من مواليد 10 أكتوبر 1982 في بنين، لاعب كرة قدم بنيني .
بدأ مسيرته الكروية مع نادي ميموساس في عام 2005، ولعب معهم حتى عام 2008، ومنذ عام 2008 و لعب مع نادي لي مان الفرنسي و نادي الوحدة .
و هو يلعب مع منتخب بنين لكرة القدم.

## روابط خارجية
- خالد أدينون على موقع قاعدة بيانات كرة القدم.إي يو (الإنجليزية)
- خالد أدينون على موقع بيانات كرة القدم. دي إي (الألمانية)
- خالد أدينون على موقع ناشيونال فوتبول تيمز (الإنجليزية)
- خالد أدينون على موقع Soccerway.com (الإنجليزية)
- خالد أدينون على موقع عالم كرة القدم.نت (الإنجليزية)